# Kanice (okres Domažlice)
Kanice (německy Kanitz) jsou obec v okrese Domažlice v Plzeňském kraji. Žije zde 197 obyvatel.

## Historie
První písemná zmínka o obci pochází z roku 1325.

## Obyvatelstvo
| Rok            | 1869 | 1880 | 1890 | 1900 | 1910 | 1921 | 1930 | 1950 | 1961 | 1970 | 1980 | 1991 | 2001 | 2011 | 2021 |
| -------------- | ---- | ---- | ---- | ---- | ---- | ---- | ---- | ---- | ---- | ---- | ---- | ---- | ---- | ---- | ---- |
| Počet obyvatel | 517  | 475  | 489  | 502  | 479  | 463  | 431  | 320  | 256  | 210  | 169  | 200  | 172  | 172  | 194  |
| Počet domů     | 86   | 92   | 94   | 88   | 92   | 94   | 94   | 90   | 67   | 62   | 58   | 71   | 75   | 75   | 78   |

## Obecní správa
Mezi lety 1850–1979 byly Kanice obcí v okrese Domažlice. Od 1. ledna 1980 do 23. listopadu 1990 patřily jako část městyse ke Kolovči a od 24. listopadu 1990 jsou opět samostatnou obcí.

## Pamětihodnosti
- Zřícenina hradu Netřeb, nazývaného též Nový Rýzmberk
- Zámek Kanice
- Kaplička svatého Jana Nepomuckého
- Kaple Panny Marie Bolestné
- Venkovské usedlosti čp. 15 a 18